# Шалена баба
«Шалена баба» — радянський художній фільм 1991 року, знятий режисером Олександром Трофімовим на Кіностудії ім. М. Горького і студії «Контакт».

## Сюжет
Художник, якому бандити дали на зберігання пурпурову папку, не може її знайти. Тоді лиходії викрадають його сина, щоби довести серйозність своїх намірів. Мати, до якої випадково потрапляє пістолет із патронами, береться за справу сама, не сподіваючись на міліцію.

## У ролях
- Олена Яковлєва — Шура, Олександра Михайлівна, мати Кирила
- Андрій Соколов — Олексій Іванович, батько Кирила, художник
- Володимир Мащенко — Сєдовласий
- Петро Ступін — Самсонов
- Вадим Лєдогоров — Віктор, друг Олексія
- Валерій Шальних — кур'єр
- Ілля Колдашов — Кирило
- Наталія Крачковська — гостя
- Є. Васильєва — епізод
- Антоніна Венедиктова — Олена
- Зінаїда Наришкіна — сусідка
- Ірина Легкодух — дружина Сєдовласого
- Олександр Корженков — викрадач
- Володимир Нікітін — слідчий
- Віталій Вашедський — викрадач
- Михайло Бурлаков — пасажир електрички
- Р. Клюєв — епізод
- Юрій Дубровін — бандит, господар будинку
- М. Чимбуров — епізод
- І. Сидорчук — епізод
- Юрій Дєшовцев — епізод
- Г. Михайлов — епізод
- Михайло Радіонов — епізод
- А. Фрідман — епізод
- Микола Гагарін — епізод
- Микола Вікторов — епізод
- М. Черних — епізод
- Георгій Жолудь — епізод
- Олександр Горбачов — епізод
- Борис Юхананов — епізод
- Регіна Полякова — епізод

## Знімальна група
- Режисер — Олександр Трофімов
- Сценаристи — Сергій Валяєв, Сергій Соловйов, Олександр Хван
- Оператор — Олександр Альошніков
- Композитор — Артемій Артем'єв
- Художники — Олександр Гіляревський, Микола Терехов
- Продюсер — Сергій Сендик